# Eremurus ludmillae
Eremurus ludmillae är en grästrädsväxtart som beskrevs av Igor Germanovich Levichev och Szaniszló Priszter. Eremurus ludmillae ingår i släktet Eremurus och familjen grästrädsväxter. Inga underarter finns listade i Catalogue of Life.